# عزیز روح‌الله
عزیز روح‌الله (زادهٔ ۵ ژوئیهٔ ۱۹۸۰) یک بازیکن فوتبال اهل افغانستان است.
از تیم‌هایی که در آن بازی کرده‌است می‌توان به تیم ملی فوتبال افغانستان اشاره کرد.